# NGC 2564
NGC 2564 ist eine linsenförmige Galaxie vom Hubble-Typ E-S0 im Sternbild Achterdeck des Schiffs. Sie ist schätzungsweise 217 Millionen Lichtjahre von der Milchstraße entfernt.
Das Objekt wurde am 28. Januar 1837 von John Herschel entdeckt.